# João Paulo (ur. 1988)
João Paulo da Silva Araújo (ur. 2 czerwca 1988 w Natalu) – brazylijski piłkarz grający na pozycji napastnika w kazaskim klubie Kajrat Ałmaty. Posiada także obywatelstwo kazaskie, które otrzymał w marcu 2022.